# Nefroma
Nefroma é um tipo de tumor renal benigno raro, composto de tecido epitelial e estroma. Geralmente sem sintomas, encontrado incidentalmente em um exame de imagem. Em um raio X ou ultrassom parece com um carcinoma de células renais, precisando de biópsia para ser diferenciado. Podem ser císticos ou mesoblásticos. Os nefromas císticos geralmente aparecem antes dos 2 anos ou depois dos 40 anos, com pico entre os 50 e 70 anos.

## Sinais e sintomas
Inicialmente são assintomáticos, apenas 30 por cento crescem e causam sintomas. Quando crescem muito se tornam uma massa palpável nos flancos, podem causar dor, favorecer infecções e sangrar, deixando a urina alaranjada (hematúria).

## Diagnóstico
Pode ser diagnosticado com ultrassom, tomografia computadorizada ou ressonância magnética.
Histologicamente os cistos são envolvidos por um epitélio simples com núcleos em direção ao núcleo do cisto ("epitelio em prego"), estroma tipo ovariano, células fusiformes e citoplasma basofílico. No estroma possui receptores para estrógeno e progesterona.

## Tratamento
Se não causam sintomas nem estão associados a outros tumores podem permanecer apenas em observação, possuem pouco risco de se tornar malignos.
É comum que estejam associados a outros tumores, como nefroblastoma, adenoma renal, adenocarcinoma e sarcoma. Nesses casos devem ser extirpados cirurgicamente, de preferência preservando os néfrons.O risco de recorrências é baixo.